# Antoine Dauvergne
Antoine Dauvergne, född 8 oktober 1713, död 12 februari 1797 i Lyon, var en fransk kompositör och violinist. Dauvergne tjänstgjorde som kapellmästare, Chambre du roi, chef för the Concert Spirituel från 1762 till 1771, och dirigent för Opéra tre gånger mellan 1769 och 1790. bidrog både som artist och kompositör av klassisk musik vid hovet i Versailles.
Dauvergne skrev dels "franska" motetter och operor men också instrumental musik som triosonater och Concerts de simphonies (1751)